# Flechette

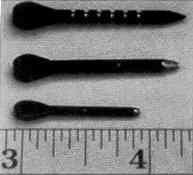
Voorbeelden van verschillende flechettes voor handvuurwapens (schaal in inches)

Een flechette is een puntig stalen projectiel met een staart met vleugels voor een stabiele vlucht. De naam komt van het Franse fléchette, "pijltje" of "dart". Ze worden sinds de Eerste Wereldoorlog gebruikt als ballistische wapens. De afleversystemen en methoden voor het lanceren van flechettes variëren: van een enkel schot tot duizenden in een enkele explosieve ronde. Het gebruik van flechettes als antipersoneelwapen is controversieel.
De flechettes, meestal tussen 3 en 4 cm lang, komen uit de granaat en verspreiden zich in een kegelvormige boog van ongeveer 300 m breed en 100 m lang. Bij de inslag op het lichaam van een slachtoffer kan de pijl zijn stijfheid verliezen en zich tot een haak buigen, terwijl de achterkant van de pijl, die uit vier vinnen bestaat, vaak afbreekt, waardoor een tweede wond ontstaat.
Hoewel mensenrechtenorganisaties al lang streven naar een verbod op flechettes, is de munitie volgens het internationaal recht niet verboden. Het gebruik van onnauwkeurige dodelijke wapens in dichtbevolkte burgergebieden is echter een schending van het humanitair recht.

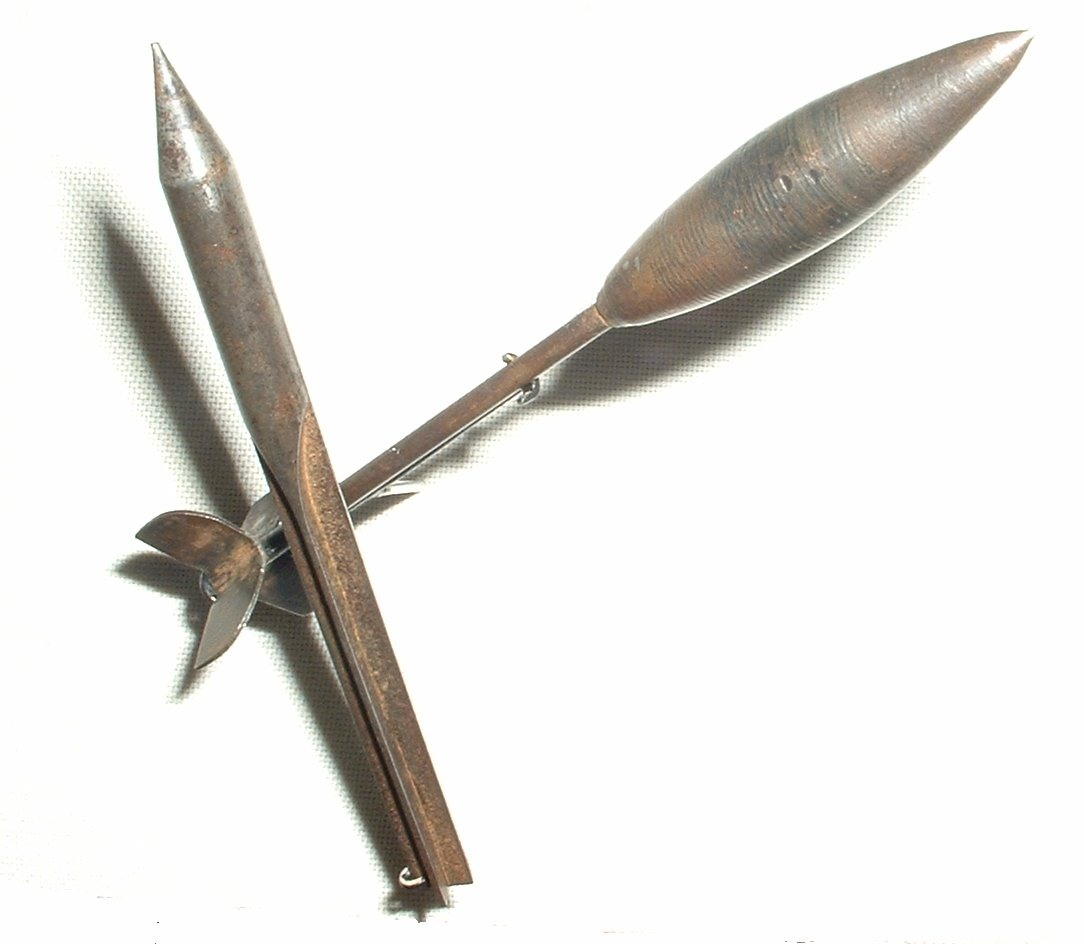
Eerste Wereldoorlog: luchtgedropte flechettes, waarschijnlijk Frans

Tijdens de Eerste Wereldoorlog werden flechettes uit vliegtuigen gedropt om infanterie aan te vallen en konden ze helmen doorboren. Dit gebeurde eerst door de Fransen vanaf 1915 en later ook door de Britten en de Duitsers. In de laatste jaren van de oorlog raakten flechettes, die met honderden tegelijk werden afgeworpen, in onbruik en werd eerder gekozen voor bommen.